# Bertil Roos
Bertil Ingemar Roos (Göteborg, 12 ottobre 1943 – Wilkes-Barre, 31 marzo 2016) è stato un pilota automobilistico svedese.

## Carriera
Dopo aver partecipato alla Formula Vee nel suo paese decide di trasferirsi negli Stati Uniti dove conquista il titolo 1973 della Formula Super Vee. Passa a correre in Formula 2 e in Formula Atlantic.
Partecipa a un solo gran premio di F1, il Gran Premio di Svezia 1974, in cui è costretto al ritiro.
Tornato nel 1975 negli USA apre una scuola di pilotaggio vicino al Circuito di Pocono . La scuola è accreditata dalla SCCA .
Nel 1982 e 1983 vince il campionato Can-Am nella classe fino a 2 litri di cilindrata.

## Risultati in F1
| 1974 | Scuderia | Vettura |  |  |  |  |  |  |     |  |  |  |  |  |  |  |  | Punti | Pos. |
| ---- | -------- | ------- |  |  |  |  |  |  | --- |  |  |  |  |  |  |  |  | ----- | ---- |
| 1974 | Shadow   | DN3     |  |  |  |  |  |  | Rit |  |  |  |  |  |  |  |  | 0     |      |

| Legenda | 1º posto     | 2º posto | 3º posto    | A punti         | Senza punti/Non class.  | Grassetto – Pole position Corsivo – Giro più veloce |
| Legenda | Squalificato | Ritirato | Non partito | Non qualificato | Solo prove/Terzo pilota | Grassetto – Pole position Corsivo – Giro più veloce |